# 維利尚卡 (蘇梅市鎮)
50°58′49″N 34°59′15″E / 50.98028°N 34.98750°E
維利尚卡（烏克蘭語：Вільшанка）是位於烏克蘭東北部的村莊，由蘇梅州蘇梅區的蘇梅市鎮負責管轄。該村處於普肖爾河左岸，距離大切爾內奇納2公里，海拔高度153米，2001年人口114。